# Canal A
 (novembre 2023).
 (novembre 2023).
Canal A est une station de radio angolaise, appartenant à la compagnie de radiodiffusion publique Rádio Nacional de Angola. Diffusée sur l'ensemble du territoire national grâce à un dense réseau d'émetteurs et de réémetteurs, elle est une station de type généraliste, se voulant ouverte à toutes les composantes de la société angolaise.
Sa grille des programmes est axée sur l'information (deux bulletins d'information complets à 13 heures et 20 heures, repris par toutes les stations du groupe RNA, et un point d'information toutes les heures), la culture, l'éducation et le divertissement. La station reprend également certains événements en direct (événements politiques, spectacles...). Une partie des productions de Canal A est reprise à l'antenne du Serviço Internacional, le service extérieur de la radiodiffusion angolaise.
Au contraire des autres stations de radio du groupe RNA, qui produisent également des programmes dans les différentes langues nationales du pays, Canal A émet exclusivement en portugais. Les émissions de Canal A commencent le matin à 6 heures par le programme d'information Manha informativa (Matinée d'information), qui mêle journaux, chroniques thématiques, débats et reportages. Suivent des émissions thématiques, puis des programmes sportifs et/ou musicaux. Le soir, Canal A diffuse un de ses programmes phares, Boa noite Angola (Bonne nuit, Angola). La nuit, un programme constitué de rediffusions (journaux, musique et émissions du jour) est mis à l'antenne.
Canal A dispose de plusieurs fréquences dans l'ensemble du pays et est reprise en direct sur internet.